# Liste der Monuments historiques in Dolaincourt
Die Liste der Monuments historiques in Dolaincourt führt die Monuments historiques in der französischen Gemeinde Dolaincourt auf.

## Liste der Immobilien
| Bezeichnung      | Beschreibung                                      | Standort                        | Kennzeichnung | Schutzstatus | Datum | Bild           |
| ---------------- | ------------------------------------------------- | ------------------------------- | ------------- | ------------ | ----- | -------------- |
| Wegekreuz        | Stein, bezeichnet 1522                            | vor der Kirche St-Genest (Lage) | PA00107128    | Classé       | 1909  | weitere Bilder |
| Wegekreuz        | ehemaliges Friedhofskreuz; Stein, 16. Jahrhundert | vor der Mairie (Lage)           | PA00107127    | Classé       | 1909  | weitere Bilder |
| Kirche St-Genest | 1530 erbaut                                       | Rue Barbe de Marches (Lage)     | PA00107325    | Inscrit      | 1989  | weitere Bilder |

## Liste der Objekte
| Bezeichnung                            | Beschreibung                                                                         | Standort                       | Kennzeichnung | Schutzstatus | Datum | Bild |
| -------------------------------------- | ------------------------------------------------------------------------------------ | ------------------------------ | ------------- | ------------ | ----- | ---- |
| Erinnerungstafel an eine Messstiftung  | Marmor, 1697                                                                         | in der Kirche St-Genest (Lage) | PM88001050    | Classé       | 1994  |      |
| Skulptur Heiliger Quirinus             | Holz, farbig gefasst, 18. Jahrhundert                                                | in der Kirche St-Genest (Lage) | PM88001054    | Classé       | 1994  |      |
| Hauptaltar                             | Altartisch, Retabel und Wandvertäfelung; Holz, 18. Jahrhundert; zugehörig PM88001053 | in der Kirche St-Genest (Lage) | PM88001052    | Classé       | 1994  |      |
| Relief Martyrium des heiligen Genesius | Holz, farbig gefasst, 18. Jahrhundert                                                | in der Kirche St-Genest (Lage) | PM88001053    | Classé       | 1994  |      |